# IC 4938
IC 4938 ist eine Balken-Spiralgalaxie vom Hubble-Typ SBab im Sternbild Pfau am Südsternhimmel. Sie ist schätzungsweise 164 Millionen Lichtjahre von der Milchstraße entfernt und hat einen Durchmesser von etwa 65.000 Lichtjahren.

Im selben Himmelsareal befindet sich u. a. die Galaxie IC 4939.
Das Objekt wurde am 15. August 1901 von DeLisle Stewart entdeckt.